# Équipe du Mexique de football à la Coupe du monde 2014
Cet article relate le parcours de l’équipe du Mexique de football lors de la Coupe du monde de football 2014 organisée au Brésil du 12 juin au 13 juillet 2014.

## Préparation de l'événement

### Qualification

#### Troisième tour de qualification
| Rang | Équipe     | Pts | J | G | N | P | Bp | Bc | Diff |  | Résultats (▼ dom., ► ext.) |     |     |     |     |
| ---- | ---------- | --- | - | - | - | - | -- | -- | ---- |  | -------------------------- | --- | --- | --- | --- |
| 1    | Mexique    | 18  | 6 | 6 | 0 | 0 | 15 | 2  | +13  |  | Mexique                    |     | 1-0 | 2-0 | 3-1 |
| 2    | Costa Rica | 10  | 6 | 3 | 1 | 2 | 14 | 5  | +9   |  | Costa Rica                 | 0-2 |     | 2-2 | 7-0 |
| 3    | Salvador   | 5   | 6 | 1 | 2 | 3 | 8  | 11 | -3   |  | Salvador                   | 1-2 | 0-1 |     | 2-2 |
| 4    | Guyana     | 1   | 6 | 0 | 1 | 5 | 5  | 24 | -19  |  | Guyana                     | 0-5 | 0-4 | 2-3 |     |

| 1er match                                               | Mexique                                                 | 3 – 1   | Guyana           |                                                                       |                                                                       |
| 8 juin 2012 · 19 h 00 UTC-5 · Historique des rencontres | Salcido 10e · dos Santos 15e · Rodrigues (en) 51e (csc) | (2 - 0) | 62e (csc) Moreno | Estadio Azteca, Mexico Spectateurs : 80 401 Arbitrage : Javier Santos | Estadio Azteca, Mexico Spectateurs : 80 401 Arbitrage : Javier Santos |
| 8 juin 2012 · 19 h 00 UTC-5 · Historique des rencontres | Rapport                                                 |         |                  | Estadio Azteca, Mexico Spectateurs : 80 401 Arbitrage : Javier Santos | Estadio Azteca, Mexico Spectateurs : 80 401 Arbitrage : Javier Santos |

| 2e match                                                 | Salvador    | 1 – 2   | Mexique                 |                                                                              |                                                                              |
| 12 juin 2012 · 19 h 30 UTC-6 · Historique des rencontres | Pacheco 64e | (0 - 0) | 60e Zavala · 82e Moreno | Estadio Cuscatlán, San Salvador Spectateurs : 29 712 Arbitrage : Jose Pineda | Estadio Cuscatlán, San Salvador Spectateurs : 29 712 Arbitrage : Jose Pineda |
| 12 juin 2012 · 19 h 30 UTC-6 · Historique des rencontres | Rapport     |         |                         | Estadio Cuscatlán, San Salvador Spectateurs : 29 712 Arbitrage : Jose Pineda | Estadio Cuscatlán, San Salvador Spectateurs : 29 712 Arbitrage : Jose Pineda |

| 3e match                                                     | Costa Rica | 0 – 2   | Mexique                  |                                                                           |                                                                           |
| 7 septembre 2012 · 20 h 05 UTC-6 · Historique des rencontres |            | (0 - 1) | 44e Salcido · 52e Zavala | Estadio Nacional, San Jose Spectateurs : 32 500 Arbitrage : Robert Moreno | Estadio Nacional, San Jose Spectateurs : 32 500 Arbitrage : Robert Moreno |
| 7 septembre 2012 · 20 h 05 UTC-6 · Historique des rencontres | Rapport    |         |                          | Estadio Nacional, San Jose Spectateurs : 32 500 Arbitrage : Robert Moreno | Estadio Nacional, San Jose Spectateurs : 32 500 Arbitrage : Robert Moreno |

| 4e match                                                      | Mexique       | 1 – 0   | Costa Rica |                                                                           |                                                                           |
| 11 septembre 2012 · 20 h 00 UTC-5 · Historique des rencontres | Hernández 60e | (0 - 0) |            | Estadio Azteca, Mexico Spectateurs : 44 007 Arbitrage : Courtney Campbell | Estadio Azteca, Mexico Spectateurs : 44 007 Arbitrage : Courtney Campbell |
| 11 septembre 2012 · 20 h 00 UTC-5 · Historique des rencontres | Rapport       |         |            | Estadio Azteca, Mexico Spectateurs : 44 007 Arbitrage : Courtney Campbell | Estadio Azteca, Mexico Spectateurs : 44 007 Arbitrage : Courtney Campbell |

| 5e match                                                    | Guyana  | 0 – 5   | Mexique                                                                    |                                                                             |                                                                             |
| 12 octobre 2012 · 20 h 00 UTC-5 · Historique des rencontres |         | (0 - 0) | 78e Guardado · 79e Peralta · 82e (csc) Pollard · 84e Hernández · 86e Reyna | BBVA Compass Stadium, Houston Spectateurs : 12 115 Arbitrage : Walter Lopez | BBVA Compass Stadium, Houston Spectateurs : 12 115 Arbitrage : Walter Lopez |
| 12 octobre 2012 · 20 h 00 UTC-5 · Historique des rencontres | Rapport |         |                                                                            | BBVA Compass Stadium, Houston Spectateurs : 12 115 Arbitrage : Walter Lopez | BBVA Compass Stadium, Houston Spectateurs : 12 115 Arbitrage : Walter Lopez |

| 6e match                                                    | Mexique                     | 2 – 0   | Salvador |                                                                             |                                                                             |
| 16 octobre 2012 · 20 h 00 UTC-5 · Historique des rencontres | Peralta 64e · Hernández 85e | (0 - 0) |          | Estadio Nuevo Corona, Torreón Spectateurs : 26 333 Arbitrage : Jafeth Perea | Estadio Nuevo Corona, Torreón Spectateurs : 26 333 Arbitrage : Jafeth Perea |
| 16 octobre 2012 · 20 h 00 UTC-5 · Historique des rencontres | Rapport                     |         |          | Estadio Nuevo Corona, Torreón Spectateurs : 26 333 Arbitrage : Jafeth Perea | Estadio Nuevo Corona, Torreón Spectateurs : 26 333 Arbitrage : Jafeth Perea |

#### Quatrième tour de qualification
| Rang | Équipe     | Pts | J  | G | N | P | Bp | Bc | Diff |  | Résultats (▼ dom., ► ext.) |     |     |     |     |     |     |
| ---- | ---------- | --- | -- | - | - | - | -- | -- | ---- |  | -------------------------- | --- | --- | --- | --- | --- | --- |
| 1    | États-Unis | 22  | 10 | 7 | 1 | 2 | 15 | 8  | +7   |  | États-Unis                 |     | 1-0 | 1-0 | 2-0 | 2-0 | 2-0 |
| 2    | Costa Rica | 18  | 10 | 5 | 3 | 2 | 13 | 7  | +6   |  | Costa Rica                 | 3-1 |     | 1-0 | 2-1 | 2-0 | 2-0 |
| 3    | Honduras   | 15  | 10 | 4 | 3 | 3 | 13 | 12 | +1   |  | Honduras                   | 2-1 | 1-0 |     | 2-2 | 2-2 | 2-0 |
| 4    | Mexique    | 11  | 10 | 2 | 5 | 3 | 7  | 9  | -2   |  | Mexique                    | 0-0 | 0-0 | 1-2 |     | 2-1 | 0-0 |
| 5    | Panama     | 8   | 10 | 1 | 5 | 4 | 10 | 14 | -4   |  | Panama                     | 2-3 | 2-2 | 2-0 | 0-0 |     | 0-0 |
| 6    | Jamaïque   | 5   | 10 | 0 | 5 | 5 | 5  | 13 | -8   |  | Jamaïque                   | 1-2 | 1-1 | 2-2 | 0-1 | 1-1 |     |

| 1er match                                                  | Mexique | 0 – 0   | Jamaïque |                                                                     |                                                                     |
| 6 février 2013 · 20 h 30 UTC-6 · Historique des rencontres |         | (0 - 0) |          | Estadio Azteca, Mexico Spectateurs : 43 002 Arbitrage : Mark Geiger | Estadio Azteca, Mexico Spectateurs : 43 002 Arbitrage : Mark Geiger |
| 6 février 2013 · 20 h 30 UTC-6 · Historique des rencontres | Rapport |         |          | Estadio Azteca, Mexico Spectateurs : 43 002 Arbitrage : Mark Geiger | Estadio Azteca, Mexico Spectateurs : 43 002 Arbitrage : Mark Geiger |

| 2e match                                                 | Honduras                  | 2 – 2   | Mexique           |                                                                                                   |                                                                                                   |
| 22 mars 2013 · 15 h 05 UTC-6 · Historique des rencontres | Costly 77e · Bengtson 80e | (0 - 1) | 28e 54e Hernández | Estadio Olímpico Metropolitano, San Pedro Sula Spectateurs : 38 500 Arbitrage : Courtney Campbell | Estadio Olímpico Metropolitano, San Pedro Sula Spectateurs : 38 500 Arbitrage : Courtney Campbell |
| 22 mars 2013 · 15 h 05 UTC-6 · Historique des rencontres | Rapport                   |         |                   | Estadio Olímpico Metropolitano, San Pedro Sula Spectateurs : 38 500 Arbitrage : Courtney Campbell | Estadio Olímpico Metropolitano, San Pedro Sula Spectateurs : 38 500 Arbitrage : Courtney Campbell |

| 3e match                                                 | Mexique | 0 – 0   | États-Unis |                                                                      |                                                                      |
| 26 mars 2013 · 20 h 30 UTC-6 · Historique des rencontres |         | (0 - 0) |            | Estadio Azteca, Mexico Spectateurs : 85 500 Arbitrage : Walter Lopez | Estadio Azteca, Mexico Spectateurs : 85 500 Arbitrage : Walter Lopez |
| 26 mars 2013 · 20 h 30 UTC-6 · Historique des rencontres | Rapport |         |            | Estadio Azteca, Mexico Spectateurs : 85 500 Arbitrage : Walter Lopez | Estadio Azteca, Mexico Spectateurs : 85 500 Arbitrage : Walter Lopez |

| 4e match                                                | Jamaïque | 0 – 1   | Mexique       |                                                                           |                                                                           |
| 4 juin 2013 · 20 h 35 UTC-5 · Historique des rencontres |          | (0 - 0) | 48e de Nigris | Independence Park, Kingston Spectateurs : 16 483 Arbitrage : Joel Aguilar | Independence Park, Kingston Spectateurs : 16 483 Arbitrage : Joel Aguilar |
| 4 juin 2013 · 20 h 35 UTC-5 · Historique des rencontres | Rapport  |         |               | Independence Park, Kingston Spectateurs : 16 483 Arbitrage : Joel Aguilar | Independence Park, Kingston Spectateurs : 16 483 Arbitrage : Joel Aguilar |

| 5e match                                                | Panama  | 0 – 0   | Mexique |                                                                                       |                                                                                       |
| 7 juin 2013 · 21 h 05 UTC-5 · Historique des rencontres |         | (0 - 0) |         | Estadio Rommel Fernández, Panama City Spectateurs : 27 100 Arbitrage : Walter Quesada | Estadio Rommel Fernández, Panama City Spectateurs : 27 100 Arbitrage : Walter Quesada |
| 7 juin 2013 · 21 h 05 UTC-5 · Historique des rencontres | Rapport |         |         | Estadio Rommel Fernández, Panama City Spectateurs : 27 100 Arbitrage : Walter Quesada | Estadio Rommel Fernández, Panama City Spectateurs : 27 100 Arbitrage : Walter Quesada |

| 6e match                                                 | Mexique | 0 – 0   | Costa Rica |                                                                     |                                                                     |
| 11 juin 2013 · 19 h 00 UTC-5 · Historique des rencontres |         | (0 - 0) |            | Estadio Azteca, Mexico Spectateurs : 65 753 Arbitrage : Mark Geiger | Estadio Azteca, Mexico Spectateurs : 65 753 Arbitrage : Mark Geiger |
| 11 juin 2013 · 19 h 00 UTC-5 · Historique des rencontres | Rapport |         |            | Estadio Azteca, Mexico Spectateurs : 65 753 Arbitrage : Mark Geiger | Estadio Azteca, Mexico Spectateurs : 65 753 Arbitrage : Mark Geiger |

| 7e match                                                     | Mexique    | 1 – 2   | Honduras                  |                                                                        |                                                                        |
| 6 septembre 2013 · 20 h 30 UTC-5 · Historique des rencontres | Peralta 6e | (1 - 0) | 63e Bengtson · 66e Costly | Estadio Azteca, Mexico Spectateurs : 73 981 Arbitrage : Roberto Moreno | Estadio Azteca, Mexico Spectateurs : 73 981 Arbitrage : Roberto Moreno |
| 6 septembre 2013 · 20 h 30 UTC-5 · Historique des rencontres | Rapport    |         |                           | Estadio Azteca, Mexico Spectateurs : 73 981 Arbitrage : Roberto Moreno | Estadio Azteca, Mexico Spectateurs : 73 981 Arbitrage : Roberto Moreno |

| 8e match                                                      | États-Unis                   | 2 – 0   | Mexique |                                                                                    |                                                                                    |
| 10 septembre 2013 · 20 h 06 UTC-5 · Historique des rencontres | E. Johnson 49e · Donovan 78e | (0 - 0) |         | Columbus Crew Stadium, Columbus Spectateurs : 25 584 Arbitrage : Courtney Campbell | Columbus Crew Stadium, Columbus Spectateurs : 25 584 Arbitrage : Courtney Campbell |
| 10 septembre 2013 · 20 h 06 UTC-5 · Historique des rencontres | Rapport                      |         |         | Columbus Crew Stadium, Columbus Spectateurs : 25 584 Arbitrage : Courtney Campbell | Columbus Crew Stadium, Columbus Spectateurs : 25 584 Arbitrage : Courtney Campbell |

| 9e match                                                    | Mexique                   | 2 – 1   | Panama     |                                                                      |                                                                      |
| 11 octobre 2013 · 20 h 30 UTC-5 · Historique des rencontres | Peralta 39e · Jiménez 85e | (1 - 0) | 81e Tejada | Estadio Azteca, Mexico Spectateurs : 90 758 Arbitrage : Joel Aguilar | Estadio Azteca, Mexico Spectateurs : 90 758 Arbitrage : Joel Aguilar |
| 11 octobre 2013 · 20 h 30 UTC-5 · Historique des rencontres | Rapport                   |         |            | Estadio Azteca, Mexico Spectateurs : 90 758 Arbitrage : Joel Aguilar | Estadio Azteca, Mexico Spectateurs : 90 758 Arbitrage : Joel Aguilar |

| 10e match                                                   | Costa Rica             | 2 – 1   | Mexique     |                                                                          |                                                                          |
| 15 octobre 2013 · 19 h 30 UTC-6 · Historique des rencontres | Ruiz 24e · Saborío 63e | (1 - 1) | 28e Peralta | Estadio Nacional, San José Spectateurs : 35 000 Arbitrage : Walter Lopez | Estadio Nacional, San José Spectateurs : 35 000 Arbitrage : Walter Lopez |
| 15 octobre 2013 · 19 h 30 UTC-6 · Historique des rencontres | Rapport                |         |             | Estadio Nacional, San José Spectateurs : 35 000 Arbitrage : Walter Lopez | Estadio Nacional, San José Spectateurs : 35 000 Arbitrage : Walter Lopez |

#### Barrage
| CM - barrages                                          | Mexique                                                   | 5 – 1   | Nouvelle-Zélande |                                                                       |                                                                       |
| 13 novembre 2013 · 14 h 30 · Historique des rencontres | Aguilar 32e · Jiménez 40e · Peralta 48e 80e · Márquez 84e | (2 - 0) | 85e James | Estadio Azteca, Mexico Spectateurs : 99 832 Arbitrage : Viktor Kassai | Estadio Azteca, Mexico Spectateurs : 99 832 Arbitrage : Viktor Kassai |
| 13 novembre 2013 · 14 h 30 · Historique des rencontres | Rapport                                                   |         | | Estadio Azteca, Mexico Spectateurs : 99 832 Arbitrage : Viktor Kassai | Estadio Azteca, Mexico Spectateurs : 99 832 Arbitrage : Viktor Kassai |
| 13 novembre 2013 · 14 h 30 · Historique des rencontres |                                                           | Équipes | Muñoz - Aguilar, Valenzuela, Rodríguez, Márquez , Layún - Peña (Escoboza, 64e), Medina - Montes (Zinha, 59e) - Peralta (Molina, 81e), Jiménez | Estadio Azteca, Mexico Spectateurs : 99 832 Arbitrage : Viktor Kassai | Estadio Azteca, Mexico Spectateurs : 99 832 Arbitrage : Viktor Kassai |

| CM - barrages                                                 | Nouvelle-Zélande              | 2 – 4   | Mexique |                                                                          |                                                                          |
| 20 novembre 2013 · 19 h 00 UTC+13 · Historique des rencontres | James 80e (pen.) · Fallon 83e | (0 - 3) | 14e 29e 33e Peralta · 87e Peña | Westpac Stadium, Wellington Spectateurs : 35 206 Arbitrage : Felix Brych | Westpac Stadium, Wellington Spectateurs : 35 206 Arbitrage : Felix Brych |
| 20 novembre 2013 · 19 h 00 UTC+13 · Historique des rencontres | Rapport                       |         | | Westpac Stadium, Wellington Spectateurs : 35 206 Arbitrage : Felix Brych | Westpac Stadium, Wellington Spectateurs : 35 206 Arbitrage : Felix Brych |
| 20 novembre 2013 · 19 h 00 UTC+13 · Historique des rencontres |                               | Équipes | Muñoz - Aguilar, Rodríguez, Valenzuela, Márquez - Medina, Layún, Montes (Escoboza, 58e) - Peña - Peralta (Zinha, 76e), Jiménez (de Nigris, 68e) | Westpac Stadium, Wellington Spectateurs : 35 206 Arbitrage : Felix Brych | Westpac Stadium, Wellington Spectateurs : 35 206 Arbitrage : Felix Brych |

#### Buteurs
| Pos | Joueur             | Club                     | Buts |
| --- | ------------------ | ------------------------ | ---- |
| 1   | Oribe Peralta      | Santos Laguna            | 10   |
| 2   | Javier Hernández   | Manchester United        | 5    |
| 3   | Raúl Jiménez       | Club América             | 2    |
| 3   | Carlos Salcido     | Tigres UANL              | 2    |
| 3   | Jesús Zavala       | CF Monterrey             | 2    |
| 4   | Paul Aguilar       | Club América             | 1    |
| 4   | Aldo de Nigris     | Chivas de Guadalajara    | 1    |
| 4   | Giovani dos Santos | Villarreal               | 1    |
| 4   | Andrés Guardado    | Valence CF               | 1    |
| 4   | Rafael Márquez     | FC León                  | 1    |
| 4   | Héctor Moreno      | RCD Espanyol             | 1    |
| 4   | Carlos Peña        | FC León                  | 1    |
| 4   | Ángel Reyna        | Tiburones Rojos Veracruz | 1    |

But contre son camp :
- Charles Pollard
- John Paul Rodrigues (en)

### Préparation et sélection
| Match amical                                | Mexique                            | 4-0   | Corée du Sud | Alamodome San Antonio, États-Unis |                                   |
| 29 janvier 2014 · Historique des rencontres | Peralta 37e · Pulido 45+1e 86e 89e | (2-0) |              | Arbitrage : Héctor Rodríguez (en) | Arbitrage : Héctor Rodríguez (en) |
| 29 janvier 2014 · Historique des rencontres | Rapport                            |       |              | Arbitrage : Héctor Rodríguez (en) | Arbitrage : Héctor Rodríguez (en) |

| Match amical                            | Mexique | 0-0   | Nigeria | Georgia Dome Atlanta, États-Unis |                            |
| 5 mars 2014 · Historique des rencontres |         | (0-0) |         | Arbitrage : Walter Quesada       | Arbitrage : Walter Quesada |
| 5 mars 2014 · Historique des rencontres | Rapport |       |         | Arbitrage : Walter Quesada       | Arbitrage : Walter Quesada |

| Match amical                             | États-Unis | -   | Mexique | University of Phoenix Stadium Glendale, États-Unis |  |
| 2 avril 2014 · Historique des rencontres |            | (-) |         |                                                    |  |

| Match amical                            | Mexique | -   | Israël | Stade Azteca Mexico, États-Unis |  |
| 28 mai 2014 · Historique des rencontres |         | (-) |        |                                 |  |

| Match amical                            | Mexique | -   | Équateur | AT&T Stadium Arlington, États-Unis |  |
| 31 mai 2014 · Historique des rencontres |         | (-) |          |                                    |  |

| Match amical                            | Mexique | -   | Bosnie-Herzégovine | Soldier Field Chicago, États-Unis |  |
| 3 juin 2014 · Historique des rencontres |         | (-) |                    |                                   |  |

| Match amical                            | Mexique | -   | Portugal | Gillette Stadium Foxborough, États-Unis |  |
| 6 juin 2014 · Historique des rencontres |         | (-) |          |                                         |  |

## Joueurs et encadrement

### Sélection actuelle
Miguel Herrera est l'entraîneur de l'équipe nationale du Mexique depuis fin 2013. Sa sélection de joueurs est la suivante :
| N° | Pos | Nom                        | Date de naissance | Sélections | Buts | Club                  |
| -- | --- | -------------------------- | ----------------- | ---------- | ---- | --------------------- |
| 1  | GB  | José Corona                | 26 janvier 1981   | 34         | 0    | CD Cruz Azul          |
| 12 | GB  | Alfredo Talavera           | 18 septembre 1982 | 14         | 0    | Club Toluca           |
| 13 | GB  | Guillermo Ochoa            | 13 juillet 1985   | 59         | 0    | AC Ajaccio            |
|    |     |                            |                   |            |      |                       |
| 2  | DF  | Francisco Javier Rodríguez | 20 octobre 1981   | 95         | 1    | Club América          |
| 3  | DF  | Carlos Salcido             | 2 avril 1980      | 122        | 10   | Tigres UANL           |
| 4  | DF  | Rafael Márquez             | 13 février 1979   | 120        | 15   | FC León               |
| 5  | DF  | Diego Reyes                | 19 septembre 1992 | 14         | 0    | FC Porto              |
| 7  | DF  | Miguel Layún               | 25 juin 1988      | 15         | 2    | Club América          |
| 15 | DF  | Héctor Moreno              | 17 janvier 1988   | 53         | 1    | Espanyol de Barcelone |
| 16 | DF  | Miguel Ángel Ponce         | 12 avril 1989     | 8          | 1    | Club Toluca           |
| 18 | DF  | Andrés Guardado            | 28 septembre 1986 | 104        | 14   | Bayer Leverkusen      |
| 22 | DF  | Paul Aguilar               | 6 mars 1986       | 30         | 3    | Club América          |
|    |     |                            |                   |            |      |                       |
| 6  | ML  | Héctor Herrera             | 19 avril 1990     | 13         | 0    | FC Porto              |
| 8  | ML  | Marco Fabián               | 21 juin 1989      | 15         | 6    | CD Cruz Azul          |
| 17 | ML  | Isaác Brizuela             | 28 août 1990      | 7          | 0    | Club Toluca           |
| 20 | ML  | Javier Aquino              | 11 février 1990   | 22         | 0    | Villarreal CF         |
| 21 | ML  | Carlos Peña                | 29 mars 1990      | 16         | 2    | FC León               |
| 23 | ML  | José Juan Vázquez          | 14 mars 1988      | 5          | 0    | FC León               |
|    |     |                            |                   |            |      |                       |
| 9  | AT  | Raúl Jiménez               | 5 mai 1991        | 25         | 4    | Club América          |
| 10 | AT  | Giovani dos Santos         | 11 mai 1989       | 76         | 14   | Villarreal CF         |
| 11 | AT  | Alan Pulido                | 8 mars 1991       | 6          | 4    | Tigres UANL           |
| 14 | AT  | Javier Hernández           | 1er juin 1988     | 62         | 35   | Manchester United     |
| 19 | AT  | Oribe Peralta              | 12 janvier 1984   | 33         | 16   | Club América          |

## Compétition

### Premier tour
Le Mexique fait partie du groupe A de la Coupe du monde de football de 2014, avec le Brésil, la Croatie et le Cameroun.
|   | Équipe   | Pts | J | G | N | P | Bp | Bc | Diff |
| 1 | Brésil   | 7   | 3 | 2 | 1 | 0 | 7  | 2  | 5    |
| 2 | Mexique  | 7   | 3 | 2 | 1 | 0 | 4  | 1  | 3    |
| 3 | Croatie  | 3   | 3 | 1 | 0 | 2 | 6  | 6  | 0    |
| 4 | Cameroun | 0   | 3 | 0 | 0 | 3 | 1  | 9  | -8   |

| J 1 | 12 juin 2014 | Brésil   | 3 - 1 | Croatie  |
| J 1 | 13 juin 2014 | Mexique  | 1 - 0 | Cameroun |
| J 2 | 17 juin 2014 | Brésil   | 0 - 0 | Mexique  |
| J 2 | 18 juin 2014 | Cameroun | 0 - 4 | Croatie  |
| J 3 | 23 juin 2014 | Cameroun | 1 - 4 | Brésil   |
| J 3 | 23 juin 2014 | Croatie  | 1 - 3 | Mexique  |

#### Mexique - Cameroun
| Match 2                                                  | Mexique           | 1 – 0   | Cameroun | Arena das Dunas, Natal                                               |                                                                      |
| 13 juin 2014 · 13:00 (UTC-3) · Historique des rencontres | Oribe Peralta 61e | (0 – 0) |          | Spectateurs : 39 216 · Arbitrage : Wilmar Roldán · Photos du match · | Spectateurs : 39 216 · Arbitrage : Wilmar Roldán · Photos du match · |
| 13 juin 2014 · 13:00 (UTC-3) · Historique des rencontres | Rapport           |         |          | Spectateurs : 39 216 · Arbitrage : Wilmar Roldán · Photos du match · | Spectateurs : 39 216 · Arbitrage : Wilmar Roldán · Photos du match · |

| Mexique | Cameroun |

| MEXIQUE :       |    |                     |  |       |     |
|                 |    |                     |  |       |     |
| Gardien de but  | 13 | Guillermo Ochoa     |  |       |     |
|                 | 2  | Francisco Rodríguez |  |       |     |
|                 | 4  | Rafael Márquez      |  |       |     |
|                 | 6  | Héctor Herrera      |  | 90+1e |     |
|                 | 7  | Miguel Layún        |  |       |     |
|                 | 10 | Giovani dos Santos  |  |       |     |
|                 | 15 | Héctor Moreno       |  |       | 57e |
|                 | 18 | Andrés Guardado     |  | 69e   |     |
|                 | 19 | Oribe Peralta       |  | 74e   |     |
|                 | 22 | Paul Aguilar        |  |       |     |
|                 | 23 | José Juan Vázquez   |  |       |     |
| Remplaçants :   |    |                     |  |       |     |
|                 | 8  | Marco Fabián        |  | 69e   |     |
|                 | 14 | Javier Hernández    |  | 74e   |     |
|                 | 3  | Carlos Salcido      |  | 90+1e |     |
| Sélectionneur : |    |                     |  |       |     |
| Miguel Herrera  |    |                     |  |       |     |

| CAMEROUN :      |    |                          |  |     |     |
|                 |    |                          |  |     |     |
| Gardien de but  | 16 | Charles Itandje          |  |     |     |
|                 | 2  | Benoît Assou-Ekotto      |  |     |     |
|                 | 3  | Nicolas Nkoulou          |  |     |     |
|                 | 4  | Cédric Djeugoué          |  | 46e |     |
|                 | 6  | Alexandre Song           |  | 79e |     |
|                 | 8  | Benjamin Moukandjo       |  |     |     |
|                 | 9  | Samuel Eto'o             |  |     |     |
|                 | 13 | Eric Maxim Choupo-Moting |  |     |     |
|                 | 14 | Aurélien Chedjou         |  |     |     |
|                 | 17 | Stéphane Mbia            |  |     |     |
|                 | 18 | Eyong Enoh               |  |     |     |
| Remplaçants :   |    |                          |  |     |     |
|                 | 5  | Dany Nounkeu             |  | 46e | 77e |
|                 | 15 | Pierre Webó              |  | 79e |     |
| Sélectionneur : |    |                          |  |     |     |
| Volker Finke    |    |                          |  |     |     |

| Assistants : Humberto Clavijo Eduardo Díaz Quatrième arbitre : Norbert Hauata Cinquième arbitre : Aden Marwa Range Homme du Match : Giovani dos Santos |

#### Brésil - Mexique
| Match 17                                                 | Brésil  | 0 - 0   | Mexique | Stade Governador-Plácido-Castelo, Fortaleza                         |                                                                     |
| 17 juin 2014 · 16:00 (UTC-3) · Historique des rencontres |         | (0 - 0) |         | Spectateurs : 60 342 · Arbitrage : Cüneyt Çakır · Photos du match · | Spectateurs : 60 342 · Arbitrage : Cüneyt Çakır · Photos du match · |
| 17 juin 2014 · 16:00 (UTC-3) · Historique des rencontres | Rapport |         |         | Spectateurs : 60 342 · Arbitrage : Cüneyt Çakır · Photos du match · | Spectateurs : 60 342 · Arbitrage : Cüneyt Çakır · Photos du match · |

| Brésil | Mexique |

| BRÉSIL :            |    |              |  |     |     |
|                     |    |              |  |     |     |
| Gardien de but      | 12 | Júlio César  |  |     |     |
|                     | 2  | Daniel Alves |  |     |     |
|                     | 3  | Thiago Silva |  |     | 79e |
|                     | 4  | David Luiz   |  |     |     |
|                     | 6  | Marcelo      |  |     |     |
|                     | 8  | Paulinho     |  |     |     |
|                     | 9  | Fred         |  | 68e |     |
|                     | 10 | Neymar       |  |     |     |
|                     | 11 | Oscar        |  | 84e |     |
|                     | 16 | Ramires      |  | 46e | 45e |
|                     | 17 | Luiz Gustavo |  |     |     |
| Remplaçants :       |    |              |  |     |     |
|                     | 20 | Bernard      |  | 46e |     |
|                     | 21 | Jô           |  | 68e |     |
|                     | 19 | Willian      |  | 84e |     |
| Sélectionneur :     |    |              |  |     |     |
| Luiz Felipe Scolari |    |              |  |     |     |

| MEXIQUE :       |    |                            |  |     |     |
|                 |    |                            |  |     |     |
| Gardien de but  | 13 | Guillermo Ochoa            |  |     |     |
|                 | 2  | Francisco Javier Rodríguez |  |     |     |
|                 | 4  | Rafael Márquez             |  |     |     |
|                 | 6  | Héctor Herrera             |  | 76e |     |
|                 | 7  | Miguel Layún               |  |     |     |
|                 | 10 | Giovani dos Santos         |  | 84e |     |
|                 | 15 | Héctor Moreno              |  |     |     |
|                 | 18 | Andrés Guardado            |  |     |     |
|                 | 19 | Oribe Peralta              |  | 74e |     |
|                 | 22 | Paul Aguilar               |  |     | 59e |
|                 | 23 | José Juan Vázquez          |  |     | 62e |
| Remplaçants :   |    |                            |  |     |     |
|                 | 14 | Javier Hernández           |  | 74e |     |
|                 | 8  | Marco Fabián               |  | 76e |     |
|                 | 9  | Raúl Jiménez               |  | 84e |     |
| Sélectionneur : |    |                            |  |     |     |
| Miguel Herrera  |    |                            |  |     |     |

| Assistants : Bahattin Duran Tarik Ongun Quatrième arbitre : Svein Oddvar Moen Cinquième arbitre : Kim Haglund Homme du Match : Guillermo Ochoa |

#### Croatie - Mexique
| Match 34                                                 | Croatie          | 1 - 3   | Mexique                                                         | Itaipava Arena Pernambuco, São Lourenço da Mata                        |                                                                        |
| 23 juin 2014 · 17:00 (UTC-3) · Historique des rencontres | Ivan Perišić 87e | (0 - 0) | 72e Rafael Márquez · 75e Andrés Guardado · 82e Javier Hernández | Spectateurs : 41 212 · Arbitrage : Ravshan Irmatov · Photos du match · | Spectateurs : 41 212 · Arbitrage : Ravshan Irmatov · Photos du match · |
| 23 juin 2014 · 17:00 (UTC-3) · Historique des rencontres | Rapport          |         |                                                                 | Spectateurs : 41 212 · Arbitrage : Ravshan Irmatov · Photos du match · | Spectateurs : 41 212 · Arbitrage : Ravshan Irmatov · Photos du match · |

| Croatie | Mexique |

| CROATIE :       |    |                 |  |     |     |
|                 |    |                 |  |     |     |
| Gardien de but  | 1  | Stipe Pletikosa |  |     |     |
|                 | 2  | Šime Vrsaljko   |  | 58e |     |
|                 | 3  | Danijel Pranjić |  | 74e |     |
|                 | 4  | Ivan Perišić    |  |     |     |
|                 | 5  | Vedran Ćorluka  |  |     |     |
|                 | 6  | Dejan Lovren    |  |     |     |
|                 | 7  | Ivan Rakitić    |  |     | 9e  |
|                 | 10 | Luka Modrić     |  |     |     |
|                 | 11 | Darijo Srna     |  |     |     |
|                 | 17 | Mario Mandžukić |  |     |     |
|                 | 18 | Ivica Olić      |  | 69e |     |
| Remplaçants :   |    |                 |  |     |     |
|                 | 20 | Mateo Kovačić   |  | 58e |     |
|                 | 9  | Nikica Jelavić  |  | 74e |     |
|                 | 16 | Ante Rebić      |  | 69e | 89e |
| Sélectionneur : |    |                 |  |     |     |
| Niko Kovač      |    |                 |  |     |     |

| MEXIQUE :       |    |                            |  |     |     |
|                 |    |                            |  |     |     |
| Gardien de but  | 13 | Guillermo Ochoa            |  |     |     |
|                 | 2  | Francisco Javier Rodríguez |  |     |     |
|                 | 4  | Rafael Márquez             |  |     | 39e |
|                 | 6  | Héctor Herrera             |  |     |     |
|                 | 7  | Miguel Layún               |  |     |     |
|                 | 10 | Giovani dos Santos         |  | 62e |     |
|                 | 15 | Héctor Moreno              |  |     |     |
|                 | 18 | Andrés Guardado            |  | 84e |     |
|                 | 19 | Oribe Peralta              |  | 79e |     |
|                 | 22 | Paul Aguilar               |  |     |     |
|                 | 23 | José Juan Vázquez          |  |     | 66e |
| Remplaçants :   |    |                            |  |     |     |
|                 | 14 | Javier Hernández           |  | 62e |     |
|                 | 21 | Carlos Peña                |  | 79e |     |
|                 | 8  | Marco Fabián               |  | 84e |     |
| Sélectionneur : |    |                            |  |     |     |
| Miguel Herrera  |    |                            |  |     |     |

| Assistants : Abdukhamidullo Rasulov Bakhadyr Kochkarov Quatrième arbitre : Sidi Alioum Cinquième arbitre : Djibril Camara Homme du Match : Rafael Márquez |

### Huitième de finale

#### Pays-Bas - Mexique
| 29 juin 2014                              | Pays-Bas                                               | 2 - 1   | Mexique                | Stade Governador-Plácido-Castelo, Fortaleza                          |                                                                      |
| 13:00 (UTC-3) · Historique des rencontres | Wesley Sneijder 88e · Klaas-Jan Huntelaar 90+4e (pen.) | (0 - 0) | 48e Giovani dos Santos | Spectateurs : 58 817 · Arbitrage : Pedro Proença · Photos du match · | Spectateurs : 58 817 · Arbitrage : Pedro Proença · Photos du match · |
| 13:00 (UTC-3) · Historique des rencontres | Rapport                                                |         |                        | Spectateurs : 58 817 · Arbitrage : Pedro Proença · Photos du match · | Spectateurs : 58 817 · Arbitrage : Pedro Proença · Photos du match · |

| Pays-Bas | Mexique |

| Pays-Bas :      |    |                     |  |     |
|                 |    |                     |  |     |
| Gardien de but  | 1  | Jasper Cillessen    |  |     |
|                 | 2  | Ron Vlaar           |  |     |
|                 | 3  | Stefan de Vrij      |  |     |
|                 | 5  | Daley Blind         |  |     |
|                 | 6  | Nigel de Jong       |  | 9e  |
|                 | 9  | Robin van Persie    |  | 76e |
|                 | 10 | Wesley Sneijder     |  |     |
|                 | 11 | Arjen Robben        |  |     |
|                 | 12 | Paul Verhaegh       |  | 56e |
|                 | 15 | Dirk Kuyt           |  |     |
|                 | 20 | Georginio Wijnaldum |  |     |
| Remplaçants :   |    |                     |  |     |
|                 | 4  | Bruno Martins Indi  |  | 9e  |
|                 | 21 | Memphis Depay       |  | 56e |
|                 | 19 | Klaas-Jan Huntelaar |  | 76e |
| Sélectionneur : |    |                     |  |     |
| Louis van Gaal  |    |                     |  |     |

| Mexique :       |    |                            |  |     |       |
|                 |    |                            |  |     |       |
| Gardien de but  | 13 | Guillermo Ochoa            |  |     |       |
|                 | 2  | Francisco Javier Rodríguez |  |     |       |
|                 | 3  | Carlos Salcido             |  |     |       |
|                 | 4  | Rafael Márquez             |  |     | 90+2e |
|                 | 6  | Héctor Herrera             |  |     |       |
|                 | 7  | Miguel Layún               |  |     |       |
|                 | 10 | Giovani dos Santos         |  | 61e |       |
|                 | 15 | Héctor Moreno              |  | 46e |       |
|                 | 18 | Andrés Guardado            |  |     | 90+3e |
|                 | 19 | Oribe Peralta              |  | 75e |       |
|                 | 22 | Paul Aguilar               |  |     | 69e   |
| Remplaçants :   |    |                            |  |     |       |
|                 | 5  | Diego Reyes                |  | 46e |       |
|                 | 20 | Javier Aquino              |  | 61e |       |
|                 | 14 | Javier Hernández           |  | 75e |       |
| Sélectionneur : |    |                            |  |     |       |
| Miguel Herrera  |    |                            |  |     |       |

| Assistants : Bertino Cunha Tiago Trigo Quatrième arbitre : Carlos Vera Cinquième arbitre : Byron Romero Homme du Match : Guillermo Ochoa |